# Cristiani Democratici Uniti
Cristiani Democratici Uniti (CDU) var ett kristdemokratiskt politiskt parti i Italien. Det bildades 1995 på grund av splittringar inom Partito Popolare Italiano (PPI), som inte ville ingå i en allians med Silvio Berlusconi. De medlemmar som däremot stödde Silvio Berlusconi lämnade PPI för att bilda CDU. CDU ingick i ett samarbete med Forza Italia, Berlusconis eget parti.
2002 upplöstes partiet då det ingick i bildandet av det nya partiet Unionen av krist- och centrumdemokrater (UDC).